# Gosbank
La Banque d'État de l'URSS (en russe : Государственный банк СССР, Gossoudarstvienny bank SSSR), dont le nom est communément abrégé en Gosbank (Госбанк, Gosbank), était la banque centrale de l'Union soviétique. Elle en fut, de 1922 à 1987, l'unique établissement financier.

## La banque de l'URSS
La Banque d'État de l'Empire russe, fondée en 1860, s'était officiellement appelée Gosbank dès juillet 1914, en remplacement de son ancien nom.
Instituée le 10 octobre 1921 par Lénine, la Gosbank était l'une des trois autorités économiques en Union soviétique, les autres étant le Gosplan (Comité d'État de planification) et le Gossnab (Comité d'État pour les fournitures techniques de Matériel).
La Gosbank n'avait pas le rôle d'une banque commerciale au sens où on l'entend habituellement en Occident. En théorie, il s'agissait d'un instrument pour la politique du gouvernement. Au lieu de juger de la solvabilité de l'emprunteur, la Gosbank fournissait des fonds à des « industries, groupes et individus favorisés », suivant les instructions du gouvernement central.
L'État central utilisait aussi la Gosbank comme outil pour imposer un contrôle central sur l'industrie, en utilisant les bilans et les registres de transactions pour surveiller l'activité des industries et leur adéquation avec les plans et les directives.

### Réformes
À l'approche de l'écroulement de l'URSS, une des mesures du programme de perestroika de Mikhail Gorbatchev fut la formation d'autres banques sectorielles telles que Promstroïbank (Banque de Construction Industrielle de l'URSS), Jilsotsbank (Banque de Construction Résidentielle de l'URSS), Agroprombank (Banque Agricole d'URSS), Vnesheconombank (Banque de Commerce Extérieur d'URSS), et Sberbank (Banque d'Epargne d'URSS). Sberbank reste encore une des plus grandes banques russes. D'autres banques sont également créées notamment des banques coopératives mais elles ont gardé un rôle anecdotique.

### Dissolution
La Banque centrale de la fédération de Russie a été fondée le 13 juillet 1990 à partir de la Banque de la République de Russie elle-même branche de la Banque d'État d'URSS. Le 2 décembre 1990 le soviet suprême de la République socialiste fédérative soviétique de Russie (RSFSR) fit de la Banque de Russie une organisation officielle. La loi votée à cette occasion définissait le domaine d'intervention de la banque comme portant sur la circulation monétaire, la régularisation de la masse monétaire, les échanges internationaux et la régulation des activités des banques de la fédération de Russie.
En novembre 1991, après la dissolution de l'URSS et la création de la Communauté des États indépendants (CEI), le soviet suprême de la RSFSR déclara que le la Banque centrale de RSFSR restait le seul organisme chargé de la politique monétaire et de la régulation des échanges internationaux sur le territoire de la fédération de Russie. Les fonctions de la Gosbank concernant la fabrication de la monnaie et la fixation du taux de change du rouble lui furent transférées. La Banque centrale de RSFSR devait dès le 1er janvier 1992 assurer le plein contrôle des actifs, des moyens techniques et des autres ressources de la Gosbank et de toutes ses institutions.
Le 20 décembre 1991, la Gosbank fut dissoute. Quelques mois plus tard la Banque centrale de RSFSR fut renommée Banque centrale de la fédération de Russie.

## Présidence
| Portrait                                                                    | Identité                                                                            | Période           | Période           | Durée                      |
| Portrait                                                                    | Identité                                                                            | Début             | Fin               | Durée                      |
| --------------------------------------------------------------------------- | ----------------------------------------------------------------------------------- | ----------------- | ----------------- | -------------------------- |
| Aron Scheinman                                                              | Aron Scheinman (en) (ru) Шейнман, Арон Львович (1886 - 1944)                        | 13 octobre 1921   | 1924              | 3 ans                      |
| Pas de portrait sous licence libre disponible pour Nikolaï Toumanov.        | Nikolaï Toumanov (d) (ru) Туманов, Николай Гаврилович (1887 - 1936)                 | 5 mars 1924       | 16 janvier 1926   | 1 an, 10 mois et 11 jours  |
| Aron Scheinman                                                              | Aron Scheinman (en) (ru) Шейнман, Арон Львович (1886 - 1944)                        | 1926              | 1929              | 3 ans                      |
| Gueorgui Piatakov, 1919.                                                    | Gueorgui Piatakov (ru) Георгий Леонидович Пятаков (1890 - 1937)                     | 19 avril 1929     | 18 octobre 1930   | 1 an, 5 mois et 29 jours   |
| Moïsseï Kalmanovitch                                                        | Moïsseï Kalmanovitch (d) (ru) Калманович, Моисей Иосифович (1888 - 1937)            | 18 octobre 1930   | 4 avril 1934      | 3 ans, 5 mois et 17 jours  |
| Lev Mariassine                                                              | Lev Mariassine (d) (ru) Марьясин, Лев Ефимович (1894 - 1937)                        | 4 avril 1934      | 14 juillet 1936   | 2 ans, 3 mois et 10 jours  |
| Pas de portrait sous licence libre disponible pour Solomon Krouglikov.      | Solomon Krouglikov (d) (ru) Кругликов, Соломон Лазаревич (1899 - 1938)              | 14 juillet 1936   | 15 septembre 1937 | 1 an, 2 mois et 1 jour     |
| Alexeï Gritchmanov                                                          | Alexeï Gritchmanov (d) (ru) Гричманов, Алексей Петрович (1896 - 1939)               | 15 septembre 1937 | 16 juillet 1938   | 10 mois et 1 jour          |
| Nikolaï Boulganine                                                          | Nikolaï Boulganine (ru) Николай Александрович Булганин (1895 - 1975)                | 2 octobre 1938    | 17 avril 1940     | 1 an, 6 mois et 15 jours   |
| Pas de portrait sous licence libre disponible pour Nikolaï Sokolov.         | Nikolaï Sokolov (d) (ru) Николай Константинович Соколов (1896 - 1941)               | 17 avril 1940     | 12 octobre 1940   | 5 mois et 25 jours         |
| Nikolaï Boulganine                                                          | Nikolaï Boulganine (ru) Николай Александрович Булганин (1895 - 1975)                | 12 octobre 1940   | 23 mai 1945       | 4 ans, 7 mois et 11 jours  |
| Pas de portrait sous licence libre disponible pour Iakov Golev.             | Iakov Golev (d) (ru) Голев, Яков Ильич (1894 - 1960)                                | 23 mai 1945       | 23 mars 1948      | 2 ans et 10 mois           |
| Pas de portrait sous licence libre disponible pour Vassili Popov.           | Vassili Popov (d) (ru) Попов, Василий Фёдорович (1903 - 1964)                       | 23 mars 1948      | 31 mars 1958      | 10 ans et 8 jours          |
| Nikolaï Boulganine                                                          | Nikolaï Boulganine (ru) Николай Александрович Булганин (1895 - 1975)                | 31 mars 1958      | 15 août 1958      | 4 mois et 15 jours         |
| Pas de portrait sous licence libre disponible pour Alexandre Korovouchkine. | Alexandre Korovouchkine (d) (ru) Коровушкин, Александр Константинович (1909 - 1976) | 15 août 1958      | 14 août 1963      | 4 ans, 11 mois et 30 jours |
| Pas de portrait sous licence libre disponible pour Alexeï Poskonov.         | Alexeï Poskonov (d) (ru) Посконов, Алексей Андреевич (1904 - 1969)                  | 1963              | 1969              | 6 ans                      |
| Pas de portrait sous licence libre disponible pour Méfodi Svechkinov.       | Méfodi Svechkinov (d) (ru) Свешников, Мефодий Наумович (1911 - 1981)                | 1969              | 1976              | 7 ans                      |
| Pas de portrait sous licence libre disponible pour Vladimir Alkhimov.       | Vladimir Alkhimov (d) (ru) Алхимов, Владимир Сергеевич (1919 - 1993)                | 11 octobre 1976   | 10 janvier 1986   | 9 ans, 2 mois et 30 jours  |
| Pas de portrait sous licence libre disponible pour Viktor Dementsev.        | Viktor Dementsev (d) (ru) Деменцев, Виктор Владимирович (1918 - 2010)               | 10 janvier 1986   | 22 août 1987      | 1 an, 7 mois et 12 jours   |
| Pas de portrait sous licence libre disponible pour Nikolaï Garétovski.      | Nikolaï Garétovski (d) (ru) Гаретовский, Николай Викторович (1926 - 2023)           | 22 août 1987      | 7 juin 1989       | 1 an, 9 mois et 16 jours   |
| Viktor Gerachtchenko, 17 février 2010.                                      | Viktor Gerachtchenko (ru) Виктор Геращенко (1937 - 2025)                            | 7 juin 1989       | 26 août 1991      | 2 ans, 2 mois et 19 jours  |
| Pas de portrait sous licence libre disponible pour Andreï Zverev.           | Andreï Zverev (d) (ru) Зверев, Андрей Викторович (né en 1955)                       | 26 août 1991      | 20 décembre 1991  | 3 mois et 24 jours         |